# Urotrichus
Az Urotrichus az emlősök (Mammalia) osztályának Eulipotyphla rendjébe, ezen belül a vakondfélék (Talpidae) családjába tartozó nem.

## Rendszerezés
A nembe az alábbi 1 élő faj és 3 fosszilis faj tartozik:
- japán cickányvakond (Urotrichus talpoides) Temminck, 1841 - típusfaj; késő pleisztocén-jelen; Japán[2]
- †Urotrichus dolichochir Gaillard, 1899 - miocén; Németország és Szlovákia
- †Urotrichus giganteus Ziegler, 2006 - miocén; Ausztria
- †Urotrichus sp. - miocén; Görögország; még nincs pontosan leírva és megnevezve

## Fordítás
- Ez a szócikk részben vagy egészben  a   Japanese shrew mole#Paleontology című angol Wikipédia-szócikk ezen változatának fordításán alapul.  Az eredeti cikk szerkesztőit annak laptörténete sorolja fel. Ez a jelzés csupán a megfogalmazás eredetét és a szerzői jogokat jelzi, nem szolgál a cikkben szereplő információk forrásmegjelöléseként.